# Jolie (album)
Pour les articles homonymes, voir Jolie.
Albums de Bill Pritchard
Three Months, Three Weeks and Two Days
(1989) Happiness and Other Crimes
(1998)
Jolie est le 5e album studio de Bill Pritchard, sorti en 1991. 

## Titres
Toutes les chansons sont écrites et composées par Bill Pritchard.
| Producteurs : Ben Rogan, Mike Roarty, Ian Broudie (en). | Producteurs : Ben Rogan, Mike Roarty, Ian Broudie (en).         | Producteurs : Ben Rogan, Mike Roarty, Ian Broudie (en). | Producteurs : Ben Rogan, Mike Roarty, Ian Broudie (en). | Producteurs : Ben Rogan, Mike Roarty, Ian Broudie (en). | Producteurs : Ben Rogan, Mike Roarty, Ian Broudie (en). | Producteurs : Ben Rogan, Mike Roarty, Ian Broudie (en). | Producteurs : Ben Rogan, Mike Roarty, Ian Broudie (en). | Producteurs : Ben Rogan, Mike Roarty, Ian Broudie (en). | Producteurs : Ben Rogan, Mike Roarty, Ian Broudie (en). |
| No                                                      | Titre                                                           | Durée                                                   |                                                         |                                                         |                                                         |                                                         |                                                         |                                                         |                                                         |
| ------------------------------------------------------- | --------------------------------------------------------------- | ------------------------------------------------------- | ------------------------------------------------------- | ------------------------------------------------------- | ------------------------------------------------------- | ------------------------------------------------------- | ------------------------------------------------------- | ------------------------------------------------------- | ------------------------------------------------------- |
| 1.                                                      | Number Five                                                     | 4:02                                                    |                                                         |                                                         |                                                         |                                                         |                                                         |                                                         |                                                         |
| 2.                                                      | Pretty Emily                                                    | 3:34                                                    |                                                         |                                                         |                                                         |                                                         |                                                         |                                                         |                                                         |
| 3.                                                      | I'm in Love Forever (avec la participation de Beverly Jo Scott) | 3:55                                                    |                                                         |                                                         |                                                         |                                                         |                                                         |                                                         |                                                         |
| 4.                                                      | Anglesey                                                        | 3:23                                                    |                                                         |                                                         |                                                         |                                                         |                                                         |                                                         |                                                         |
| 5.                                                      | In the Summer                                                   | 3:55                                                    |                                                         |                                                         |                                                         |                                                         |                                                         |                                                         |                                                         |
| 6.                                                      | Gustave Cafe                                                    | 4:04                                                    |                                                         |                                                         |                                                         |                                                         |                                                         |                                                         |                                                         |
| 7.                                                      | Tears of Maxine                                                 | 2:55                                                    |                                                         |                                                         |                                                         |                                                         |                                                         |                                                         |                                                         |
| 8.                                                      | Violet Lee                                                      | 3:49                                                    |                                                         |                                                         |                                                         |                                                         |                                                         |                                                         |                                                         |
| 9.                                                      | Souvenir of Summer                                              | 3:38                                                    |                                                         |                                                         |                                                         |                                                         |                                                         |                                                         |                                                         |
| 10.                                                     | The Lie that Tells the Truth                                    | 3:10                                                    |                                                         |                                                         |                                                         |                                                         |                                                         |                                                         |                                                         |
| 36 min 25 s                                             |                                                                 |                                                         |                                                         |                                                         |                                                         |                                                         |                                                         |                                                         |                                                         |

## Crédits

### Musiciens
- Guitares : Bill Pritchard, Tim Bradshaw
- Guitare basse : Nicolas Fiszman
- Piano : Bill Pritchard
- Batterie : Paul Barlow (en), Yves Baibay
- Percussions : Xavier « Tox » Géronimi
- Claviers : Tim Bradshaw
- Chœurs : Beverly Jo Scott, Rab Howat, Mark Sadler
- Et aussi : Lorna Ballen, Thierry Buttman, Chloé, Ritchie Close, Jean-Paul Dessy, Dick Lee, Peter Martinson, Dave Munday, Foss Paterson, Mike Travis

### Production
- Production, enregistrement et mixage : Ben Rogan, Mike Roarty, Ian Broudie (en)
- Assistants son : Christian « Djoum » Ramon, Cenzo Townshend
- Lieux d'enregistrement et de mixage : 
  -  Royaume-Uni : Amazon Studios (Liverpool), The Music Station (Londres), REL Studios (Édimbourg, Écosse)
  -  Belgique : ICP Studios (Bruxelles)
  -  France : studio Marcadet (Paris)
- Éditeur : Les Éditions Confidentielles (Bruxelles)
- Design pochette : [sign'][1]
- Photos pochette et intérieur (noir et blanc/couleur), et manuscription du titrage de l'album : Anton Corbijn[1]
- Format : CD stéréo
- Label : PIAS/Remark Records (réf. 847 787-2)
- Distributeur : PolyGram Music
- Genre : indie pop, rock
- Date de sortie : 10 juin 1991

## Accueil
Post-Punk Monk, : « La pop fastueuse et sonnante de l'album démarre avec Number Five. Le modus operandi de Pritchard est apparemment inchangé par rapport à l’album précédent : lignes de guitare non déformées contre basses et percussions avec les plus légères touches de synthétiseurs. Cette chanson serait la célébration délirante de ce que j'imagine être sa cinquième histoire d'amour à 26 ans. Une jeune fille trainant plein d’hommes dans son sillage. Peut-être la « Jolie » de l’album ? Pretty Emily est la seule chanson qui comporte des paroles en français. […] « Jolie Emily, vous avez marché sur tous ces hommes, et d'un geste de la main, vous leur avez montré que vous pouvez tout faire à nouveau ». […] Le titre I'm in Love Forever est interprété en duo avec Beverly Jo Scott, une Américaine qui se faisait un nom sur la scène musicale France/Benelux. Une belle chanson encore embellie avec le chant de mademoiselle Scott. Anglesey comporte un pont de solo de clarinette qui vous ferait mourir. […] In the Summer fait partie de la paire de chansons produites par Ian Broudie (en), et on peut goûter la réverbération du chant de Pritchard. La chanson relate une rupture introvertie, avec une mélodie évanescente et hantée. […] Le solo de piano est d'autant plus magnifique dans cette mélancolique mélodie ciselée pour accueillir votre cœur. Les paroles de Gustave Cafe dépeignent des moments incisifs de la vie : « Les cœurs tendres / Qui souffrent en silence / Résignés et amers / Pour des problèmes sexuels / À la table, la tranquillité / Suite à des années de répression / Retour à la routine / Après un an d’obsession ». Ces chansons touchent le cœur avec leur questionnement et délivrent leur sagesse et leur compassion avec retenue et dignité. Tears of Maxine est une ballade pour piano qui commence quelque peu à basculer, mais qui s'achève dans une insouciance jazzy pour atteindre un autre niveau. Pritchard est un auteur qui répond à ce que j'attends d'un chanteur. C’est le genre de chansons que je ne peux tout simplement pas imaginer ne pas être appréciées par les amateurs de musique pop élaborée. Quant à Pritchard, regardez le gars sur la pochette : on le voit à la plage tout de noir vêtu ! Je dois sans doute aimer ces subtilités parce qu'elles me correspondent. »

## Bonus
CD collector 3 titres, hors commerce, offert par la Fnac, édité parallèlement avec l'album. 

### Titres
Toutes les chansons sont écrites et composées par Bill Pritchard.
| Bill Pritchard (Jolie) | Bill Pritchard (Jolie)                                        | Bill Pritchard (Jolie)       | Bill Pritchard (Jolie) | Bill Pritchard (Jolie) | Bill Pritchard (Jolie) | Bill Pritchard (Jolie) | Bill Pritchard (Jolie) | Bill Pritchard (Jolie) | Bill Pritchard (Jolie) |
| No                     | Titre                                                         | Producteurs                  | Durée                  |                        |                        |                        |                        |                        |                        |
| ---------------------- | ------------------------------------------------------------- | ---------------------------- | ---------------------- | ---------------------- | ---------------------- | ---------------------- | ---------------------- | ---------------------- | ---------------------- |
| 1.                     | Sweethears                                                    | Bill Pritchard, Bruno Donini | 3:10                   |                        |                        |                        |                        |                        |                        |
| 2.                     | Chantal                                                       | Bill Pritchard, Bruno Donini | 2:56                   |                        |                        |                        |                        |                        |                        |
| 3.                     | Truly Blue (reprise dans son album A Trip to the Coast, 2014) | Ben Rogan                    | 4:56                   |                        |                        |                        |                        |                        |                        |
| 11 min 2 s             |                                                               |                              |                        |                        |                        |                        |                        |                        |                        |

### Crédits
- Édition réalisée pour la Fnac et limitée à 2 000 exemplaires
- Éditeur : Les Éditions Confidentielles (Bruxelles)
- Design pochette [sign'] : reproduction en noir et blanc de la couverture de l'album[3]
- Format : CD simple stéréo, code SPARS : DDD (Digital-Digital-Digital)
- Label : PIAS/Remark Records (réf. 4109)
- Distributeur : PolyGram Music
- Genre : indie pop, rock
- Année de sortie : 1991